# Pilot Mountain
Pilot Mountain é uma cidade  localizada no estado norte-americano de Carolina do Norte, no Condado de Surry.

## Demografia
Segundo o censo norte-americano de 2000, a sua população era de 1281 habitantes.
Em 2006, foi estimada uma população de 1277, um decréscimo de 4 (-0.3%).

## Geografia
De acordo com o United States Census Bureau tem uma área de
4,5 km², dos quais 4,5 km² cobertos por terra e 0,0 km² cobertos por água. Pilot Mountain localiza-se a aproximadamente 334 m acima do nível do mar.

## Localidades na vizinhança
O diagrama seguinte representa as localidades num raio de 20 km ao redor de Pilot Mountain.